# 11 Armia (III Rzesza)

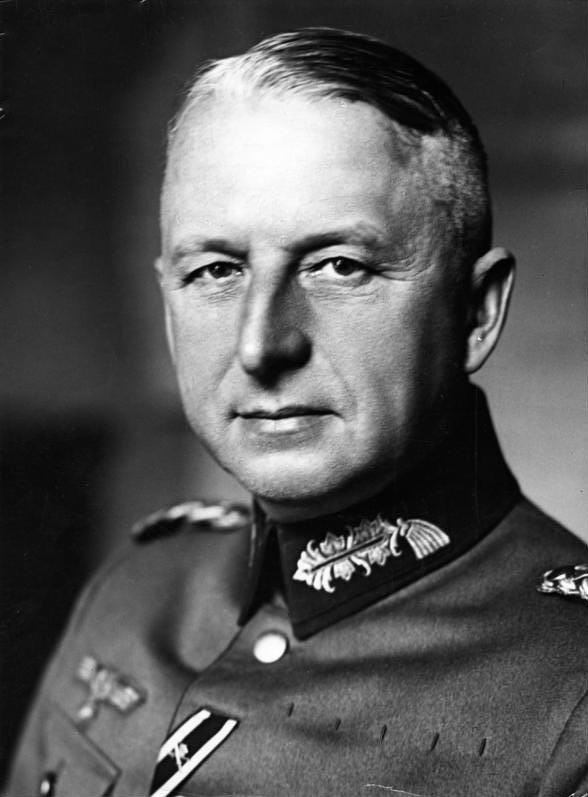
Erich von Manstein, jeden z dowódców 11 Armii

11 Armia, 11 Armia Pancerna SS – jedna z niemieckich armii, uczestniczyła w ataku na Związek Radziecki oraz w walkach z aliantami zachodnimi.

## Historia
Utworzona 5 października 1940 w Lipsku w IV Okręgu Wojskowym, w kwietniu 1941 przeniesiona do Monachium. Od maja do początku inwazji niemieckiej na ZSRR występowała jako Dowództwo Wojsk Niemieckich w Rumunii. W początkowym okresie inwazji jej odwód stanowił Włoski Korpus Ekspedycyjny w Rosji. Uczestnicząc w walkach z Armią Czerwoną, brała udział m.in. w zajęciu Krymu i oblężeniu Sewastopola. W sierpniu 1942 roku przerzucona  na północny odcinek frontu, gdzie uczestniczyła w nieudanej próbie zdobycia Leningradu (operacja siniawińska). W grudniu 1942 roku przekształcona w Grupę Armii Don.
Ponownie utworzona w styczniu 1945 roku na Pomorzu przez Waffen-SS. Występowała odtąd także pod nazwą 11 Armii Pancernej SS. Po próbie kontrataku w lutym 1945 roku pod Stargardem przeciw Armii Czerwonej, kontynuowała działania bojowe na froncie zachodnim. Po rozbiciu przez wojska aliantów zachodnich w kwietniu 1945 roku w Zagłębiu Ruhry, skapitulowała.

## Dowództwo armii
dowódcy:
- gen. Eugen Ritter von Schobert (do września 1941)
- gen. Erich von Manstein (do listopada 1942)
- gen. SS Felix Steiner (styczeń-marzec 1945)[3]
- gen. Walther Lucht (marzec-kwiecień 1945)

szef sztabu:
- płk Friedrich Schulz[4]

## Struktura organizacyjna
Skład w grudniu 1940 roku
- XX Korpus Armijny
- XXXXVI Korpus Armijny
- XXXXVII Korpus Armijny
- LII Korpus Armijny

Skład 22 czerwca 1941 roku
- LIV Korpus Armijny
- XXX Korpus Armijny
- XI Korpus Armijny
- Korpus Kawalerii (rumuński)
- 22 Dywizja Piechoty
- 72 Dywizja Piechoty
- Korpus Górski (rumuński)

Skład w lutym 1945 roku
- Grupa Korpuśna Munzel
- III Korpus Pancerny SS
- XXXIX Korpus Pancerny

Skład w kwietniu 1945 roku
- LXVII Korpus Armijny